# Meeting de la ville de Padoue
Le Meeting Città di Padova (en français « Ville de Padoue ») est un meeting international d'athlétisme à Padoue, organisé chaque année depuis 1987. Il se déroule dans le stade Daciano-Colbachini, et, de 1994 à 2017, au Stadio Euganeo et est organisé par Assindustria Sport Padova. En 2015, ce sera la 29e édition. En 2018, la 32e édition.